# Colegio de Arquitectura de Boston
El Colegio de Arquitectura de Boston, también conocido como The BAC, es el colegio privado de diseño espacial más grande de Nueva Inglaterra. Ofrece licenciaturas y maestrías para primeros profesionales en arquitectura, arquitectura de interiores, arquitectura paisajista y estudios de diseño no profesionales, incluido el desarrollo inmobiliario y la preservación histórica. La universidad ofrece créditos y certificados de educación continua y también alberga la Academia de verano BAC para estudiantes de secundaria, así como una variedad de otras formas para que el público en general explore el diseño espacial. Alberga exhibiciones de diseño espacial y exhibe trabajos de estudiantes y exalumnos en su Galería McCormick y con frecuencia organiza conferencias y simposios sobre diseño espacial.
The BAC está acreditado por la Asociación de Escuelas y Universidades de Nueva Inglaterra (NEASC), la Junta Nacional de Acreditación de Arquitectura (NAAB), el Consejo de Acreditación de Diseño de Interiores (CIDA, anteriormente FIDER) y la Junta de Acreditación de Arquitectura Paisajista (LAAB). The BAC es miembro del Consorcio ProArts.

## Historia

### Club de Arquitectura de Boston (1889–1944)
El Club de Arquitectura de Boston se estableció el 11 de diciembre de 1889. El certificado de incorporación explica que el club se formó "con el propósito de asociar a los interesados en la profesión de arquitectura con miras a alentarse y ayudarse mutuamente en los estudios, y adquirir y mantener adecuados locales, propiedades, etc., necesarios para un club social... y... para conferencias públicas, exhibiciones, clases y entretenimiento". Los miembros del Club brindaron instrucción nocturna a los dibujantes empleados en sus oficinas. A partir de este intercambio, se desarrolló un taller informal en la tradición de la École des Beaux-Arts de Francia . El Club realizó exposiciones públicas anuales y publicó catálogos ilustrados. Bertrand E. Taylor fue miembro fundador.
The BAC comenzó su programa educativo formal bajo el liderazgo conjunto de H. Langford Warren y Clarence Blackall. La escuela se organizó para ofrecer una educación vespertina en dibujo, diseño, historia y estructuras. Al igual que su predecesor informal, el BAC pronto se convirtió en un taller afiliado a la Sociedad de la École des Beaux-Arts de Nueva York. El plan de estudios de diseño, los métodos de enseñanza y la filosofía del BAC se parecían mucho a los de la École des Beaux-Arts.
En 1911, el Club adquirió un edificio en 16 Somerset Street en Beacon Hill. El edificio BAC contenía un Gran Salón de dos pisos, diseñado por Ralph Adams Cram, así como otros espacios utilizados para conferencias, reuniones y exposiciones, una biblioteca y varios estudios. Las instalaciones más nuevas atrajeron a más estudiantes y el curso de instrucción se volvió cada vez más definido y formal.
En la década de 1930, la mayoría de las escuelas de arquitectura estadounidenses rompieron con la tradición de las Bellas Artes y comenzaron a establecer sus propios planes de estudio y métodos de enseñanza. Sin el apoyo de una estructura universitaria, The Club luchó con los dolores del crecimiento y el ajuste. The BAC nombró a Arcangelo Cascieri como decano. Cascieri llevó The BAC a través de su transición filosófica sin sacrificar el método de enseñanza del taller. The BAC comenzó a atraer a su cuerpo docente de las escuelas de arquitectura cercanas y de la comunidad local extendida de profesionales relacionados.

### Centro Arquitectónico de Boston (1944–2006)

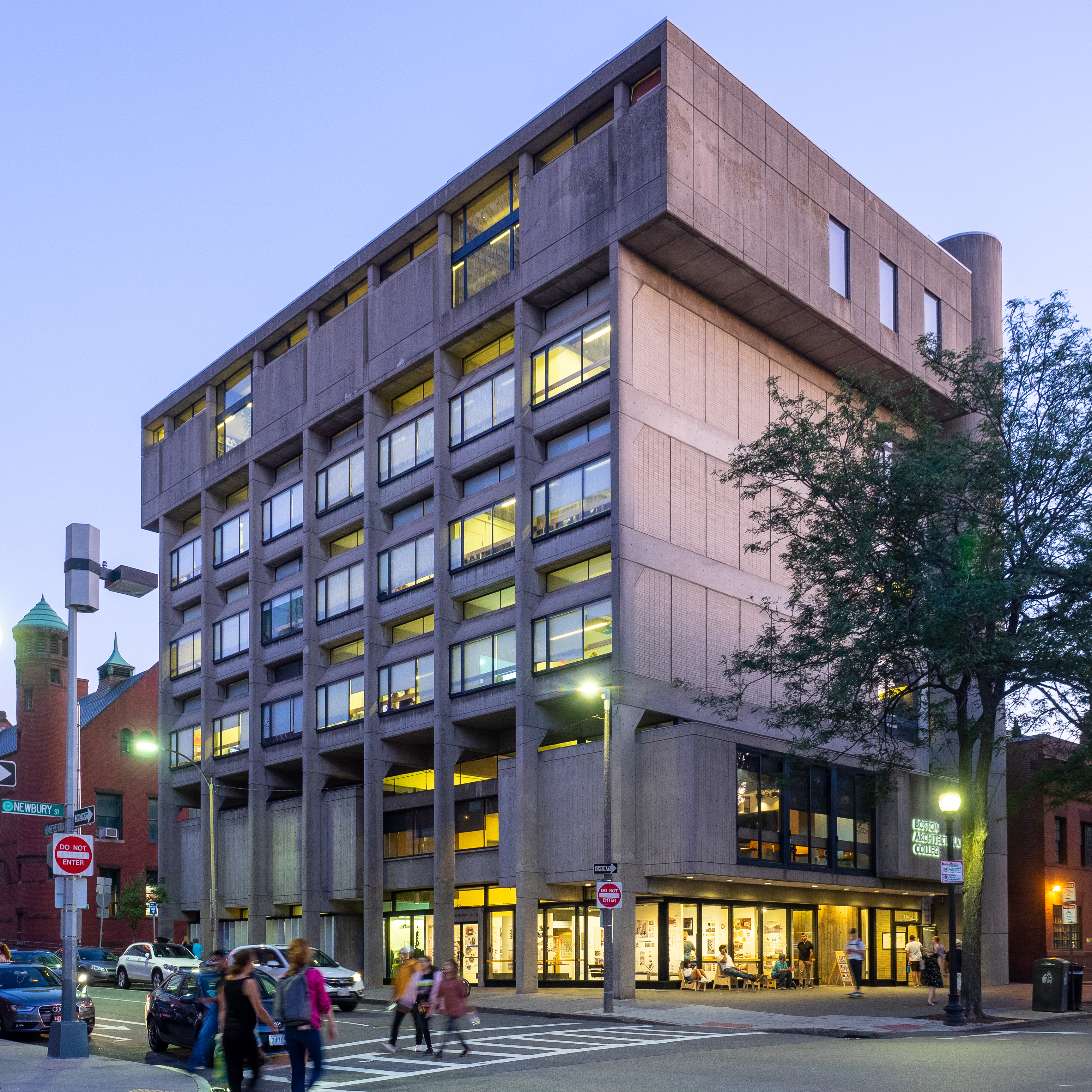
Centro Arquitectónico de Boston, edificio principal, 1966

El Club se reorganizó en 1944 como el Centro Arquitectónico de Boston, con la misión de "brindar instrucción en arquitectura y campos relacionados para dibujantes y otras personas interesadas en la práctica de la arquitectura o artes afines, especialmente aquellos cuyo empleo podría interferir con dicha educación en las escuelas diurnas. y universidades".
Para 1965, BAC había desarrollado un programa de educación continua para servir a la comunidad en general. A mediados de la década de 1960, el edificio de Somerset Street ya no era suficiente para satisfacer las necesidades de la escuela en crecimiento, y BAC compró un edificio de ladrillos en 320 Newbury Street . En 1964 se llevó a cabo un concurso nacional de diseño y la entrada ganadora, una estructura brutalista diseñada por Ashley, Myer & Associates, alberga el BAC hasta el día de hoy.

### Colegio de Arquitectura de Boston (2006-presente)
El 1 de julio de 2006, el Centro Arquitectónico de Boston adoptó formalmente el nuevo nombre Colegio de Arquitectura de Boston en un esfuerzo por identificarse más fácilmente como una universidad de educación superior que otorga títulos profesionales acreditados en arquitectura y diseño.
En 2007, The BAC adquirió 951/955 Boylston Street, la antigua sede del Instituto de Arte Contemporáneo de Boston, por 7,22 millones de dólares. El complejo de 25.423 pies cuadrados (2.361,9 m2) actualmente alberga estudios en el segundo y tercer piso y una sala de conferencias en la planta baja. El primer piso contiene una galería flexible y espacio para conferencias.
La antigua División 16 de la estación de policía de Back Bay se construyó en 1887 y posteriormente sirvió como sede del Instituto de Arte Contemporáneo de Boston. El edificio ahora incluye espacios para reuniones de estudiantes, estudios, una sala de conferencias y una galería. También presenta, por primera vez, una entrada de acceso universal a través de las puertas principales del edificio".

## Escuelas y programas
El Colegio de Arquitectura de Boston consta de cuatro escuelas: Escuela de Arquitectura, Escuela de Arquitectura Interior, Escuela de Arquitectura Paisajista y Escuela de Estudios de Diseño. El Colegio también ofrece clases a través del Instituto de Diseño Sostenible (SDI) y el programa de Educación Continua.

### Instituto de Diseño Sostenible
El Instituto de Diseño Sostenible (SDI) ofrece un programa completamente en línea de cursos de posgrado, desarrollados con Building Green, que otorgan certificados en diseño sostenible. Se aceptan muchos cursos para las Unidades de Educación Continua de Aprendizaje de Diseño Sostenible/Salud, Seguridad y Bienestar de AIA; muchos han sido aprobados como parte del Programa de Proveedores de Educación del US Green Building Council y ofrecen créditos de educación continua para LEED AP, y la mayoría son aceptados por el Royal Institute of British Architects para el Desarrollo Profesional Continuo.

### Instituto del Paisaje
El Instituto del Paisaje ofrece cursos de educación continua en diseño del paisaje, historia del diseño del paisaje, preservación del paisaje y diseño de plantas, y es el programa más antiguo de su tipo.
El Programa de Diseño del Paisaje se estableció a través de los Seminarios Radcliffe en 1970. Fue el resultado de una retroalimentación positiva de una conferencia de 1968 en Radcliffe, "La Historia Intelectual del Arte del Jardín". El instituto se mudó al Arnold Arboretum de la Universidad de Harvard en 2002 y luego se convertiría en parte del BAC en 2009. Aunque ahora es un instituto del BAC, el plan de estudios del Landscape Institute todavía involucra asociaciones con Arnold Arboretum además de asociaciones con The Olmsted Center for Preservación del paisaje, Nueva Inglaterra Histórica y Wakefield Trust.

### Programa de Educación Continua
El BAC ofrece cursos de educación continua en una variedad de campos de diseño. El BAC es un proveedor registrado de AIA para la Educación Continua.

### Programa de Primer Año Solo Académico (AOP)
El Programa de Primer Año Solo Académico es un programa opcional de estudios básicos de primer año que se ofrece en las cuatro escuelas de BAC.

### Acreditación
The BAC está acreditado por la Asociación de Escuelas y Universidades de Nueva Inglaterra (NEASC), y los títulos de primer profesional del BAC están acreditados profesionalmente por la Junta Nacional de Acreditación de Arquitectura (NAAB), el Consejo para la Acreditación de Diseño de Interiores (CIDA, anteriormente FIDER) y el Junta de Acreditación de Arquitectura Paisajista (LAAB). El BAC es miembro del Consorcio ProArts.

### Tasas de graduación
Según el sitio web de BAC, las tasas de graduación de la universidad en 2015, basadas en el 150 % de la duración del programa BAC, son:
- Licenciatura: 23%
- Graduado: 37%[5]

## Campus

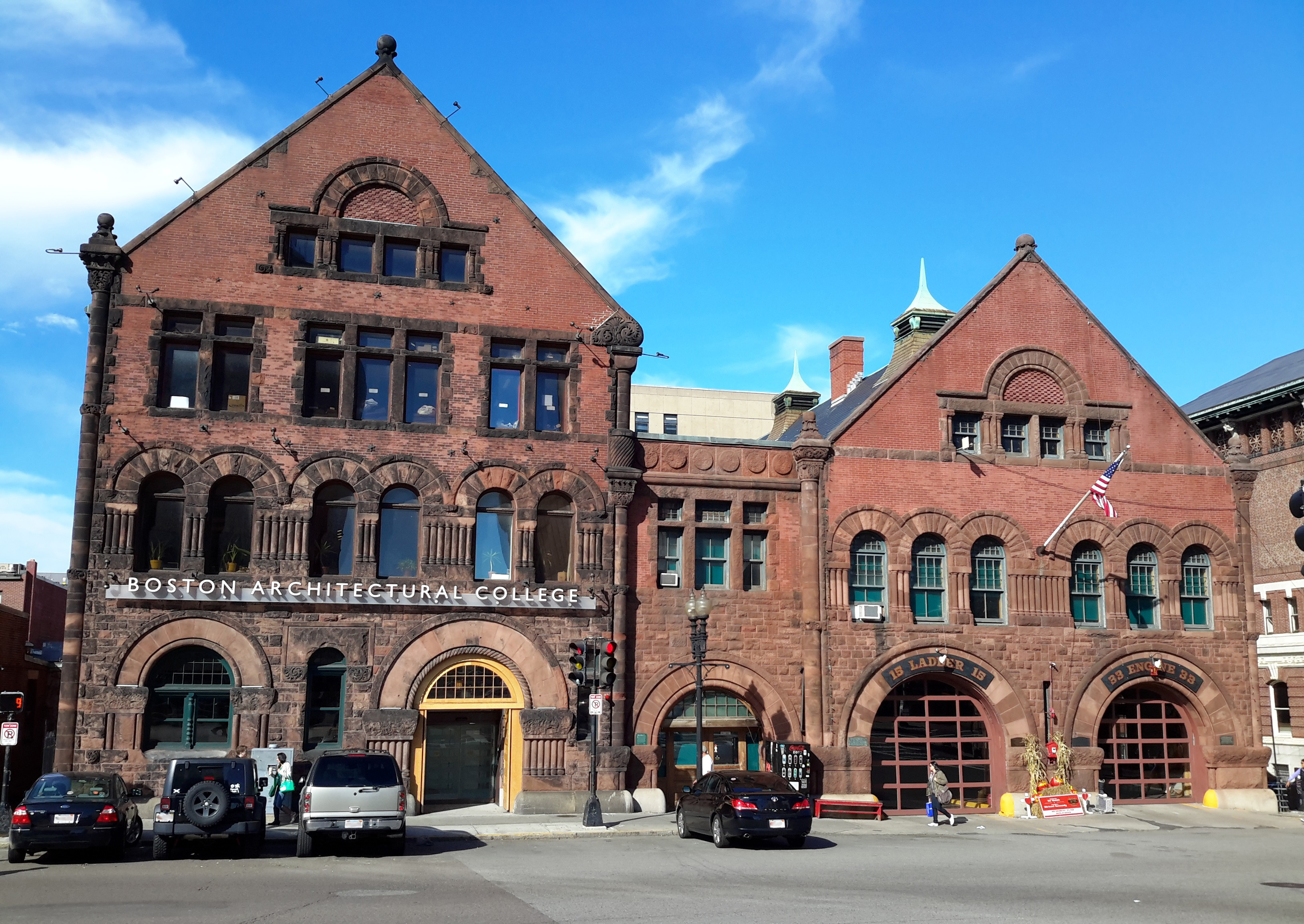
941–955 Boylston Street; las puertas grandes más a la derecha albergan una estación del Departamento de Bomberos de Boston

Se hace referencia a las instalaciones en The BAC por sus direcciones. La universidad compró 951-955 Boylston Street, que fue desocupada por el Instituto de Arte Contemporáneo de Boston, cuando se mudó a la costa de Boston en 2006. La universidad está planeando un trabajo importante en las propiedades 320/322 Newbury y 951/955 Boylston el objetivo de hacer que tanto las propiedades como el paisaje urbano circundante sean más sostenibles al reducir la escorrentía de agua de lluvia y alimentar las instalaciones del campus con un pozo geotérmico. El plan actual también exige mejoras en el callejón público entre 320/322 Newbury y 951/955 Boylston.
Con la excepción de los estudios de tesis con acceso regulado en 100 Massachusetts Avenue, no hay espacios de acceso las 24 horas en The BAC. Los administradores también han explorado, en varios momentos, la idea de invertir en dormitorios para estudiantes .

### 320-322 Newbury Street
320 Newbury Street es un edificio brutalista diseñado por la firma de Ashley, Myer & Associates en 1966 y renovado en 2000 por Silverman Trykowski Associates. El diseño pretendía que el edificio "... no dependiera de una sensación de peso para lograr la importancia, sino más bien, a través de la energía de la forma, para evocar una sensación de vitalidad y contienda". El diseño utiliza masas de mampostería suspendidas en voladizo y "hendiduras" verticales acentuadas en el exterior por las cuales algunas de las funciones centrales del edificio pueden verse desde el exterior. Los pisos de estudio abiertos permiten a los estudiantes mirar las clases y los estudios de los demás, y la planta baja, abierta a Newbury Street, invita al público en general a la Galería McCormick.
El programa para el nuevo edificio originalmente tenía una capacidad especificada para 200 estudiantes con 30 a 50 pies cuadrados (4,6 m2) de espacio asignado a cada estudiante. Se diseñaron varios pisos para ser alquilados hasta que la escuela los requiriera. Sin embargo, el crecimiento del alumnado avanzó más rápido de lo previsto y el número de estudiantes aumentó gradualmente hasta llegar a 650 en 1974. Los "pisos adicionales" nunca se alquilaron, y el alumnado y el personal en expansión necesitaban apoyarlos rápidamente. exigía todo el espacio existente.
En 1987, para adaptarse a su crecimiento, The BAC compró el edificio contiguo en 322 Newbury Street, una antigua cochera construida en 1899. El interior de la cochera se estaba renovando para convertirlo en espacio de oficinas administrativas.
El alzado oeste del edificio está articulado con un mural del artista Richard Haas, que se completó en 1975. El mural trampantojo de un edificio y una cúpula de estilo clásico contrasta con el estilo brutalista del edificio.

### Galería McCormick
El BAC opera una galería en el nivel principal de su edificio 320 Newbury Street. McCormick Gallery presenta el trabajo de los estudiantes, así como exhibiciones temáticas de diseño espacial. La galería es gratuita y está abierta al público, y está ubicada en un lugar destacado en la esquina de Newbury Street y Hereford.

## Vida estudiantil

### Organizaciones estudiantiles
- AIAS: "The BAC es una de las más de 125 escuelas de arquitectura que mantienen un capítulo local de AIAS, una organización estudiantil independiente y sin fines de lucro. Esta asociación de base es una cooperativa entre miles de estudiantes comprometidos a ayudarse mutuamente y compartir diferentes puntos de vista La membresía está abierta a todos los estudiantes de arquitectura y brinda oportunidades tales como conferencias, excursiones, eventos sociales y de redes, proyectos de servicio comunitario y conferencias ".[7]
- Asociación de Gobierno Estudiantil (SGA): "La misión de la Asociación de Gobierno Estudiantil es fomentar la comunicación entre la administración de BAC y el cuerpo estudiantil, enfatizar y promover los aspectos profesionales y sociales de las actividades estudiantiles dentro y fuera del campus, y fomentar el compañerismo, la cooperación y la unidad entre los estudiantes y organizaciones de BAC. SGA es una de las mejores maneras de involucrarse en los acontecimientos de la escuela, conectarse con otros estudiantes y aprender el funcionamiento interno de la escuela y de su educación".[8]
- Interior Architecture Collaborative): Lema: "'Bringing ASID & IIDA to you!' La Sociedad de Diseño de Interiores BAC facilita las necesidades de los estudiantes de arquitectura de interiores de BAC al mejorar su experiencia educativa y oportunidades de trabajo en red. También funciona como un puente y una red entre ASID (Sociedad Estadounidense de Diseñadores de Interiores), IIDA (Asociación Internacional de Diseño de Interiores), el BAC y los estudiantes. Proporciona a los estudiantes de arquitectura de interiores de la BAC una comunidad en la que encontrar apoyo creativo y profesional, ofreciendo oportunidades de formación fuera del aula y de interacción con otros diseñadores. Además, devuelve el apoyo a la comunidad a través de eventos de voluntariado. Para unirse a BAC Interior Architecture Collaborative, los estudiantes deben convertirse en estudiantes miembros de ASID y/o IIDA".
- NOMAS: "NOMAS es una voz cada vez más influyente, que promueve la diversidad en la arquitectura y la calidad y excelencia de los futuros profesionales del diseño. El capítulo local, BACNOMAS, está comprometido a ser activo en la comunidad del diseño, participando en concursos nacionales de diseño, asesorando a las escuelas secundarias locales. estudiantes y participar en una variedad de otras actividades educativas y recreativas. El Capítulo BAC de NOMAS tiene que ver con el espíritu de inclusión, y la participación es bienvenida, ya sea que se considere una minoría o no. ¡Involúcrese! Además, todos los miembros de NOMAS reciben membresía gratuita a la Sociedad de Arquitectos de Boston".[7]
- Photo Club: "El Photo Club está aquí para apoyar el crecimiento de los estudiantes como profesionales del diseño al proporcionar talleres, viajes a galerías y recursos para mejorar la capacidad de los estudiantes de BAC para fotografiar su trabajo en el sitio o en un estudio".[7]
- SASLA: "El Capítulo SASLA de BAC conecta a los estudiantes de arquitectura paisajista entre sí, con la comunidad local y también a nivel nacional. Participe para aprender más sobre el campo de la arquitectura paisajista, comprender las habilidades relacionadas y participar en un foro para estudiantes de arquitectura paisajista".[7]
- Studio Q: "Su recurso para la comunidad lesbiana, gay, bisexual, transgénero y cuestionadora de BAC. La misión de Studio Q es fortalecer la comunidad LGBT dentro de BAC y en todo Boston a través de varios eventos sociales y activismo político".[7]

### Tradiciones
- La abeja: La abeja es algo así como una mascota informal del BAC, cuyas raíces se remontan a la "Colmena Cascieri", un apodo para una escultura de Dean Arcangelo Cascieri titulada Trabajo desinteresado que representa abejas trabajando juntas en una colmena . Aparece en el anillo de la clase BAC,[9] el premio Selfless Labor Award (otorgado a Cascieri Lecturers),[10] y se ha convertido en el nombre del club de corredores semanales BAC, BAC Bees.